# أنسون تشان
أنسون تشان (بالصينية: 陳方安生) (و. 1940  م) هي سياسية، وموظفة مدنية صينية، ولدت في شانغهاي.

## مناصب
تولت منصب عضو المجلس التشريعي لهونغ كونغ (3 ديسمبر 2007–30 سبتمبر 2008)
- أمين عام الشؤون الإدارية (1 يوليو 1997–30 أبريل 2001)
- أمين عام الشؤون الإدارية (1 يوليو 1997–أبريل 2001)
- Chief Secretary ‏ (29 نوفمبر 1993–30 يونيو 1997)
- أمين عام الشؤون الإدارية (29 نوفمبر 1993–30 يونيو 1997)
- Secretary for the Civil Service [الإنجليزية]‏ (19 أبريل 1993–أكتوبر 1993).

## التعليم
تعلمت في جامعة هونغ كونغ، في تخصص الإنجليزية، وأدب إنجليزي، وتحصلت منها على بكالوريوس في الفنون (1959–1962)، وSt. Paul's Convent School ‏ (1957–1958)، وSacred Heart Canossian College ‏ (1948–1957)، وجامعة تافتس.

## جوائز
حصلت على جوائز منها:
- وسام غراند باوهينيا (الصين)
- قائد وسام الامبراطورية البريطانية.